# مقصد نهایی: خطوط خونی
مقصد نهایی: خطوط خونی (به انگلیسی: Final Destination: Bloodlines) یک فیلم ترسناک فراطبیعی آمریکایی و ششمین قسمت از مجموعه فیلم‌های مقصد نهایی است. همراه با کارگردانی زک لیپوفسکی و آدام استین و نویسندگی گای بوسیک و لوری ایوانز تیلور است. این فیلم محصول نیو لاین سینما است و در تاریخ ۱۶ می ۲۰۲۵ توسط کمپانی برادران وارنر پیکچرز در ایالات متحده اکران شد.

## داستان
در سال 2024، استفانی ری‌یِس، دانشجوی کالج، دچار کابوس‌های مکرری درباره مرگ پدربزرگ و مادربزرگ مادری‌اش، آیریس و پاول کمپ‌بل، می‌شود. در این رؤیاها، رستوران مرتفع و نمادین شهر زادگاهش، "اسکای‌ویو" در کلاوردیل ایالت نیویورک، در جریان یک زنجیره‌ی فاجعه‌بار فرو می‌ریزد و همه‌ی حاضران از جمله خانواده‌اش کشته می‌شوند. با وجود اینکه می‌داند این برج در واقع هیچ‌گاه فرو نریخته و بعدها به‌طور ایمن تخریب شده، برای یافتن پاسخی به زادگاهش بازمی‌گردد.
استفانی با پدرش مارتی و برادر کوچکش چارلی دیدار می‌کند و به‌همراه او به دیدار دایی‌اش هاوارد، زن‌دایی‌اش برندا و پسرعموها و دخترعموهایش می‌رود. زمانی که درباره آیریس سؤال می‌پرسد، هاوارد فاش می‌کند که آیریس فرزندانش، از جمله مادر استفانی، دارلین، را در محیطی بسته و سختگیرانه بزرگ کرده که باعث ازهم‌گسیختگی خانواده و غیبت همیشگی دارلین شده است. برندا به استفانی کمک می‌کند تا نامه‌هایی از آیریس پیدا کند که او را به کلبه‌ای دورافتاده می‌کشاند؛ جایی که آیریس اکنون با سرطان پیشرفته روزهای آخر عمرش را سپری می‌کند.
آیریس حقیقتی حیرت‌انگیز را فاش می‌کند: آنچه استفانی در خواب می‌بیند، پیش‌گویی‌هایی واقعی است که خودش پنجاه سال قبل دریافت کرده بود. او با هشدار دادن به حاضران، از وقوع فاجعه در اسکای‌ویو جلوگیری کرد، اما با این کار، نظم مرگ را برهم زد. از آن زمان، مرگ به‌صورت تدریجی به سراغ بازماندگان آن حادثه‌ی ناتمام و فرزندانشان آمده است. آیریس با مرگ همسرش پاول، روند این اتفاقات را ثبت کرده تا اینکه خودش به سرطان مبتلا شد و کابوس‌ها به سراغ استفانی آمدند. استفانی ابتدا تصور می‌کند مادربزرگش دچار توهم شده، اما زمانی که آیریس خودش را با پایه‌ی بادی به‌قتل می‌رساند تا حقیقت را ثابت کند، همه‌چیز تغییر می‌کند.
پس از مراسم تدفین آیریس، دارلین بازمی‌گردد اما استفانی نمی‌تواند بخشش کند. در دفترچه آیریس اشاره‌ای به فردی با نام "JB" آمده؛ کسی که ظاهراً راهی برای شکست مرگ پیدا کرده بود. زمانی که خانواده در یک باربیکیو خانوادگی گرد هم می‌آیند، هاوارد طی زنجیره‌ای از حوادث دلخراش با چرخ‌چمن‌زن کشته می‌شود. با این مرگ، استفانی سعی می‌کند خانواده را از خطری قریب‌الوقوع آگاه کند. مدتی بعد، در مغازه خالکوبی اریک آتش‌سوزی رخ می‌دهد، اما لباس‌های چرمی‌اش او را از سوختن نجات می‌دهند. با این حال، خواهرش جولیا بلافاصله پس از آن توسط کامیون زباله کشته می‌شود. برندا اعتراف می‌کند که اریک حاصل یک رابطه‌ی خارج از ازدواج است و بنابراین در چرخه‌ی مرگ قرار ندارد.
دارلین پیشنهاد می‌دهد تا سراغ "JB" بروند که مشخص می‌شود ویلیام بلادورث است؛ همان کودک حاضر در اسکای‌ویو که آخرین نفر در رؤیای مرگ بوده. بلادورث توضیح می‌دهد که برای فرار از مرگ دو راه وجود دارد: کشتن فردی دیگر، یا تجربه‌ی مرگ بالینی و بازگرداندن حیات. او اشاره می‌کند که کیمبرلی کورمن موفق به اجرای روش دوم شده است.
اریک و بابی تصمیم می‌گیرند روش دوم را امتحان کنند. اریک به بابی خوراکی آلرژی‌زا می‌دهد تا واکنش مرگباری نشان دهد و سپس احیا شود. اما برنامه‌شان زمانی به فاجعه می‌انجامد که دستگاه MRI خراب با قدرت مغناطیسی، پیرسینگ‌های اریک را می‌کشد، او را به درون می‌کشد و درنهایت با پرتاب قطعه‌ای فلزی از دستگاه فروش خودکار، بابی نیز کشته می‌شود.
استفانی، چارلی و دارلین تصمیم می‌گیرند به کلبه‌ی آیریس پناه ببرند تا دارلین از مرگ مخفی شود. اما خودرویشان تصادف می‌کند و به دریاچه می‌افتد. دارلین موفق می‌شود چارلی را نجات دهد ولی خودش با برخورد تیر چراغ برق به دو نیم می‌شود. چارلی سپس استفانی را از آب بیرون می‌کشد و احیا می‌کند.
یک هفته بعد، پزشکی که پدر یکی از دوستان چارلی است، اطلاع می‌دهد که استفانی در واقع دچار ایست قلبی نشده بود، بنابراین از نظر فنی «نَمُرده» بوده است. لحظاتی بعد، قطار حامل چوب از ریل خارج می‌شود و محموله‌ی سنگینش روی استفانی و چارلی می‌ریزد و آن دو را نیز به کام مرگ می‌برد.

## ساخت
قرار بود فیلمبرداری در ونکوور، بریتیش کلمبیا، از ژوئیه تا اکتبر ۲۰۲۳ انجام شود، اما در اواسط ژوئیه، تولید به دلیل اعتصاب انجمن نویسندگان آمریکا به تعویق افتاد. با کریستین سبالت به عنوان فیلمبردار، فیلمبرداری در عوض از ۴ مارس تا ۱۳ می ۲۰۲۴ در ونکوور انجام شد.